# Снарк подвійна зірка
В теорії графів снарк подвійна зірка — це снарк з 30 вершинами і 45 ребрами.
У 1975 році Руфус Айзекс представив два нескінченних сімейства снарків — снарк «квітка» та БДС снарк, сімейство, яке включає в себе два снарка Блануша, снарк Декарта і снарк Секереша (БДС означає Блануша Декарта Секереша). Ісаак також виявив один 30-верховий снарк, який не належить до сімейства БДС, і це не снарк «квітка», а снарк подвійна зірка.
Як снарк, снарк подвійна зірка являє собою зв'язний, кубічний граф без мостів з хроматичним індексом рівним 4. Снарк подвійна зірка є непланарним і негамільтоновим, але є гіпогамітоновим. Граф має книжкову товщину 3 в число черг 2.

## Галерея

Хроматичне число снарка подвійна зірка - 3.
Хроматичний індекс снарка подвійна зірка - 4.